# Martinsdom (Bratislava)
Der Dom St. Martin (slowakisch Dóm svätého Martina, ungarisch Szent Márton-dóm), kurz Martinsdom, historisch auch bekannt als Pressburger Dom, ist die dem heiligen Martin von Tours geweihte Kathedrale in der slowakischen Hauptstadt Bratislava (Pressburg). Die im gotischen Stil errichtete Hallenkirche ist das größte Kirchengebäude der Stadt und befindet sich am westlichen Rand der Altstadt, am Fuß des Burghügels. Sie ist seit 2008 die Kathedrale des Erzbistums Bratislava. Der Dom war Krönungskirche der Könige von Ungarn in den Jahren 1563 bis 1830.

## Geschichte

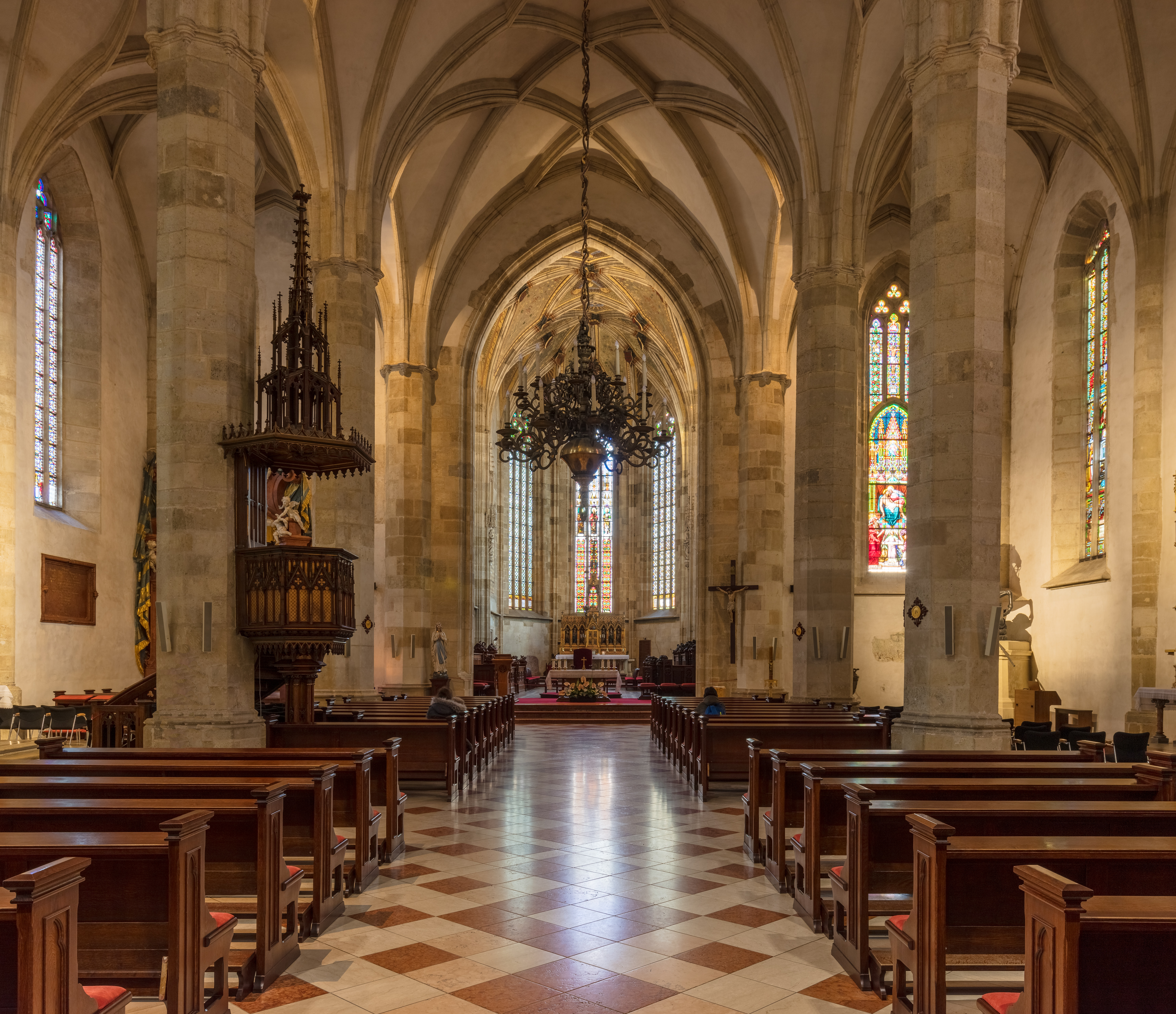
Innenansicht des Martinsdoms

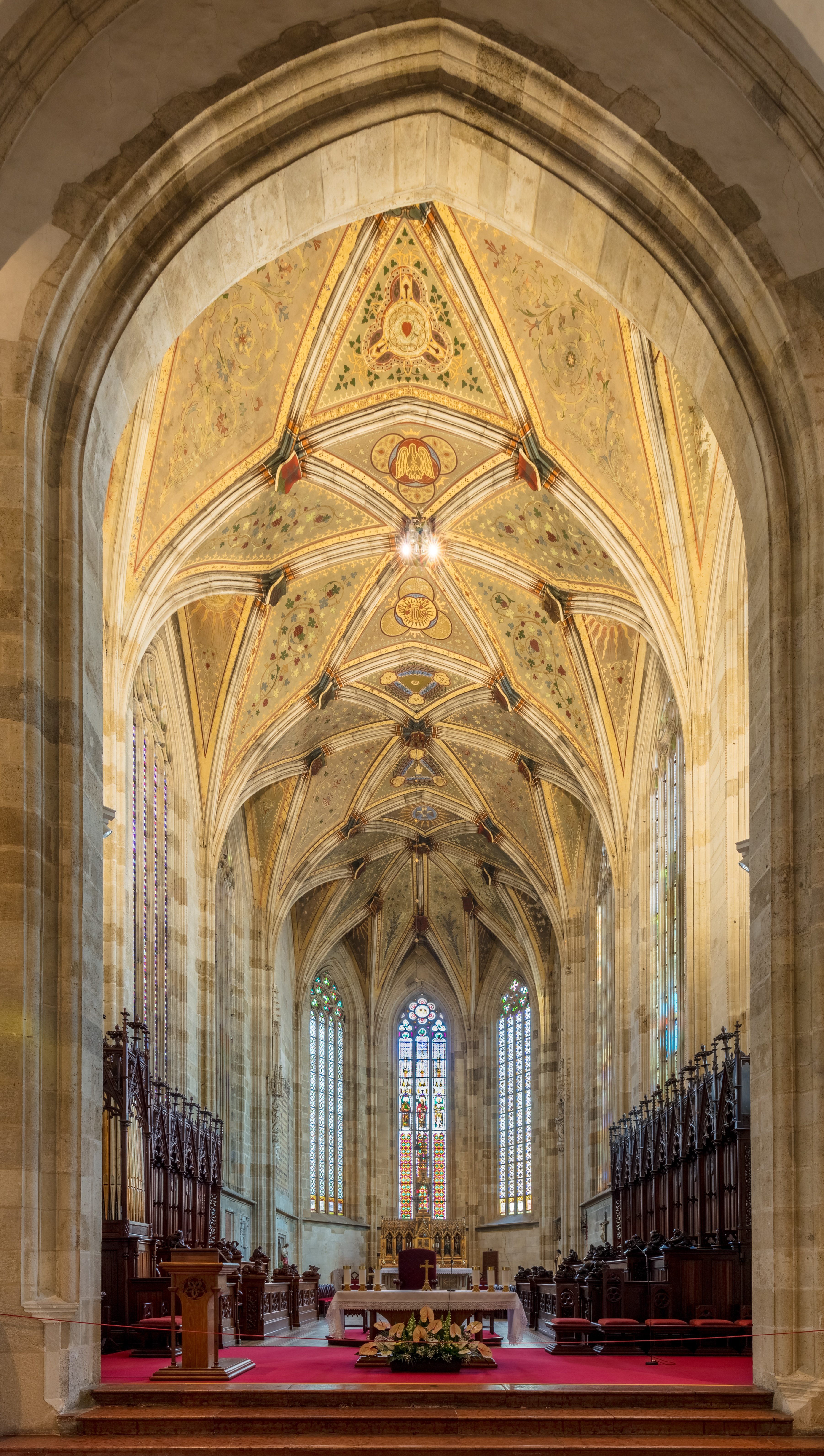
Chor mit Hochaltar

Die Kathedrale ist 69,37 m lang, 22,85 m breit und 16,02 m hoch. Sie besteht aus einem zentralen Langhaus und zwei später angebauten Seitenschiffen.
Der Martinsdom entstand ab dem 13. Jahrhundert an der Stelle einer früheren romanischen Kirche und eines Friedhofs. Die Zeit seiner Entstehung ist nicht genau geklärt, man nimmt jedoch an, dass der Bau um 1221 begonnen wurde. Die Bauarbeiten am zentralen Kirchenschiff zogen sich über Jahrzehnte hin. Am 10. März 1452 fand die Kirchweihe statt. Danach folgten mehrere Erweiterungen der Kathedrale. 1461 bis 1497 wurde das vorhandene Presbyterium durch ein größeres ersetzt (vermutlich ein Werk von Hans Puchsbaum). Ebenfalls im 15. Jahrhundert kamen die St. Anna-Kapelle und die Kapelle der Königin Sophia hinzu.
Während der ersten Hälfte des 18. Jahrhunderts wurde der Innenraum der Kathedrale zu einem großen Teil barockisiert. Der Wiener Bildhauer Georg Raphael Donner war von 1729 bis 1732 für den Bau der Elemosynariuskapelle verantwortlich, die dem Heiligen Johannes dem Almosengeber geweiht ist. 1733 begann man mit dem barocken Umbau des Domes. Die gotischen Altäre wurden entfernt, und ein Jahr später (1734) schuf Georg Raphael Donner den neuen Hochaltar, dessen Kernstück die Statue des Patrons und Namensgebers des Domes, des hl. Martin, bildete. Der Altar wurde am 5. November 1735 vom (späteren) Bischof von Fünfkirchen Sigismund Berényi (ung. Berényi Zsigmond; 1694–1748) geweiht.
Um die Mitte des 19. Jahrhunderts begann man auf Initiative des Preßburger Stadtpfarrers Titularbischof Karl Heiller mit der Regotisierung des Domes. Das heutige Aussehen erhielt die Kathedrale zwischen 1865 und 1877, als man die barocken Elemente weitgehend entfernte und das Gebäude in den vermeintlich ursprünglichen gotischen Zustand zurückversetzte.
1865 wurde der Barockaltar abgebaut, ebenso wie das frühere Chorgestühl nach Donners Entwürfen. Zwei Engel des alten Altars, in Blei gegossen, wurden vom Kunstmäzen Enea Grazioso Lanfranconi erworben und kamen später in das Ungarische Nationalmuseum von Budapest. Das Chorgestühl kam in das Palais Kinsky in Wien. Die zentrale Statue des alten Altars, der heilige Martin, wurde an der südlichen Seite des Presbyteriums im Freien aufgestellt. Erst 1912 erkannte man den großen Wert der Plastik und holte sie wieder ins Innere des Domes. Heute befindet sie sich am Ende des rechten (südlichen) Seitenschiffes.
Mit den Umbauarbeiten – nach Grundsätzen der Romantik – wurde der Wiener Architekt Josef Lippert beauftragt. Der jetzige Hauptaltar im Chorraum, welcher sich auf drei Stufen erhebt, ist aus Linden- und Eichenholz, vergoldet und polychrom gefasst. Er stellt eine Kirche dar, ähnlich mittelalterlichen Reliquienschreinen. Er wurde nach Lipperts Entwürfen vom Tischlermeister Ignaz Karger und dem Maler Carl Jobst gebaut. Die sechs Figuren der Heiligen, ebenfalls aus Lindenholz geschnitzt, sind das Werk des Wiener Bildhauers Johann Hutterer. Links vom Sakramentshäuschen sind das: der heilige Georg, die heilige Elisabeth und der heilige Adalbert; rechts davon die Heiligen Nikolaus, Katharina und Florian.
Während dieser Rekonstruktionsarbeiten entdeckte der Priester Ferdinand Knauz am 12. September 1859 das Grab von Peter Pazman. Der Leichnam war gut erhalten (selbst das Haar unter dem Jesuitenhut und das Barthaar war noch vorhanden). Gekleidet war er in eine rote Soutane mit einfachen Lederschuhen an den Füßen. Auf der linken Seite des Chorraums befindet sich heute sein drei Meter hohes, aus weißem Marmor gefertigtes Grabmal, ein Werk des Preßburger Bildhauers Alois Rigele. Die neuerliche Weihe erfolgte im Jahr 1907 in Anwesenheit des (späteren) Fürstprimas von Ungarn János Kardinal Csernoch.
1893 wurde unmittelbar südlich des Kirchturms eine imposante Synagoge der jüdisch-neologischen Gemeinde in maurischem Stil errichtet. Sie wurde 1967 bei der Errichtung der Auffahrt zur Neuen Brücke abgerissen. Heute führt eine Stadtautobahn wenige Meter am Dom vorbei.
Die heutige Ausstattung des Martinsdoms geht größtenteils auf die Umbauten von 1850 bis 1865 zurück. Die Hauptorgel wurde 2010 von Gerald Woehl neu gebaut, mit vier Manualen und 75 Registern ist sie die drittgrößte der Slowakei. Die Chororgel von 1867 von Karl Klöckner hat sieben Register und ist derzeit nicht spielbar für Konzerte.
Im Jahr 2010 wurde eine neue Orgel, die Elisabethorgel, eingeweiht. An die heilige Elisabeth und das Rosenwunder erinnern die Rosen auf den Pfeifenfeldern. Gebaut wurde sie vom deutschen Orgelbauer Gerald Woehl.
Seit 2002 ist der Dom als Kulturdenkmal von nationaler Bedeutung eingestuft.

## Krypten

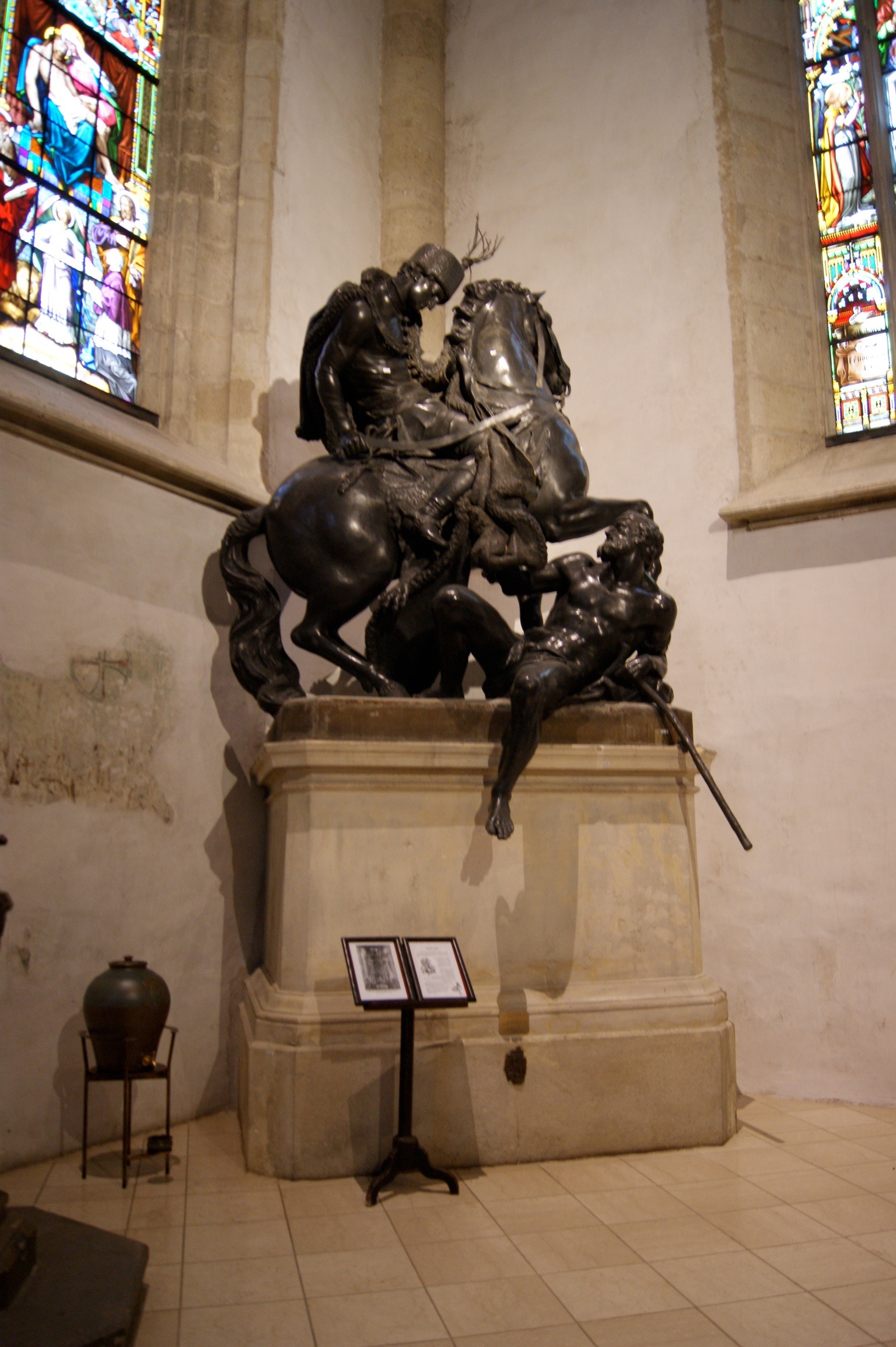
Statue St. Martin und der Bettler von Georg Raphael Donner

Da die Kathedrale über einem alten Friedhof entstanden ist, existieren unterhalb der Annakapelle Katakomben bis zu einer Tiefe von sechs Metern. Sie enthalten die Gräber zahlreicher hochrangiger Persönlichkeiten, vor allem kirchlicher Würdenträger.
Für die Mitglieder der Familie Pálffy (von denen einige Familienmitglieder Obergespane des Komitats Preßburg waren) wurde eine eigene Gruft gebaut, deren Zugang sich auf der nördlichen Außenseite des Domes befindet. Die letzte Beerdigung in dieser Gruft fand im Jahre 1845 statt. Einer der bedeutendsten Vertreter der Familie, der kaiserliche Generalfeldmarschall Graf Nikolaus II. Pálffy de Erdőd, war der erste, der darin begraben wurde. Seine Witwe Maria Magdalena Fugger wurde 1646 – ihrem eigenen Wunsch entsprechend – ebenfalls hier beigesetzt. Weitere Mitglieder der Familie Pálffy folgten. Bei der letzten Öffnung der Gruft (in den ersten Jahren des 21. Jahrhunderts) fand man zwanzig Särge. Deren Untersuchung ergab, dass sie alle leer waren. Wohin die Gebeine der Verstorbenen verbracht wurden, konnte von der Untersuchungskommission nicht geklärt werden.
Nikolaus II. Pálffy hatte am Ostermontag, dem 29. März 1598, gemeinsam mit Adolf von Schwarzenberg die Stadt Raab von den Türken befreit. Pálffys Witwe ließ im Jahr 1601 vom Augsburger Bildhauer Paul Mayr ein lebensgroßes Denkmal in Marmor errichten, das heute im dritten Joch des nördlichen Seitenschiffs steht. Unter der Johannes-Elemosynarius-Kapelle befindet sich die Erzbischöfliche Gruft (nicht öffentlich zugänglich). In Prunksarkophagen sind vier Erzbischöfe bestattet: Emmerich Esterházy (1725–1745), Nikolaus Csáky (1751–1757), Franz Barkóczy (1761–1765) und Joseph Kardinal Batthyány (1776–1799).

## Turm

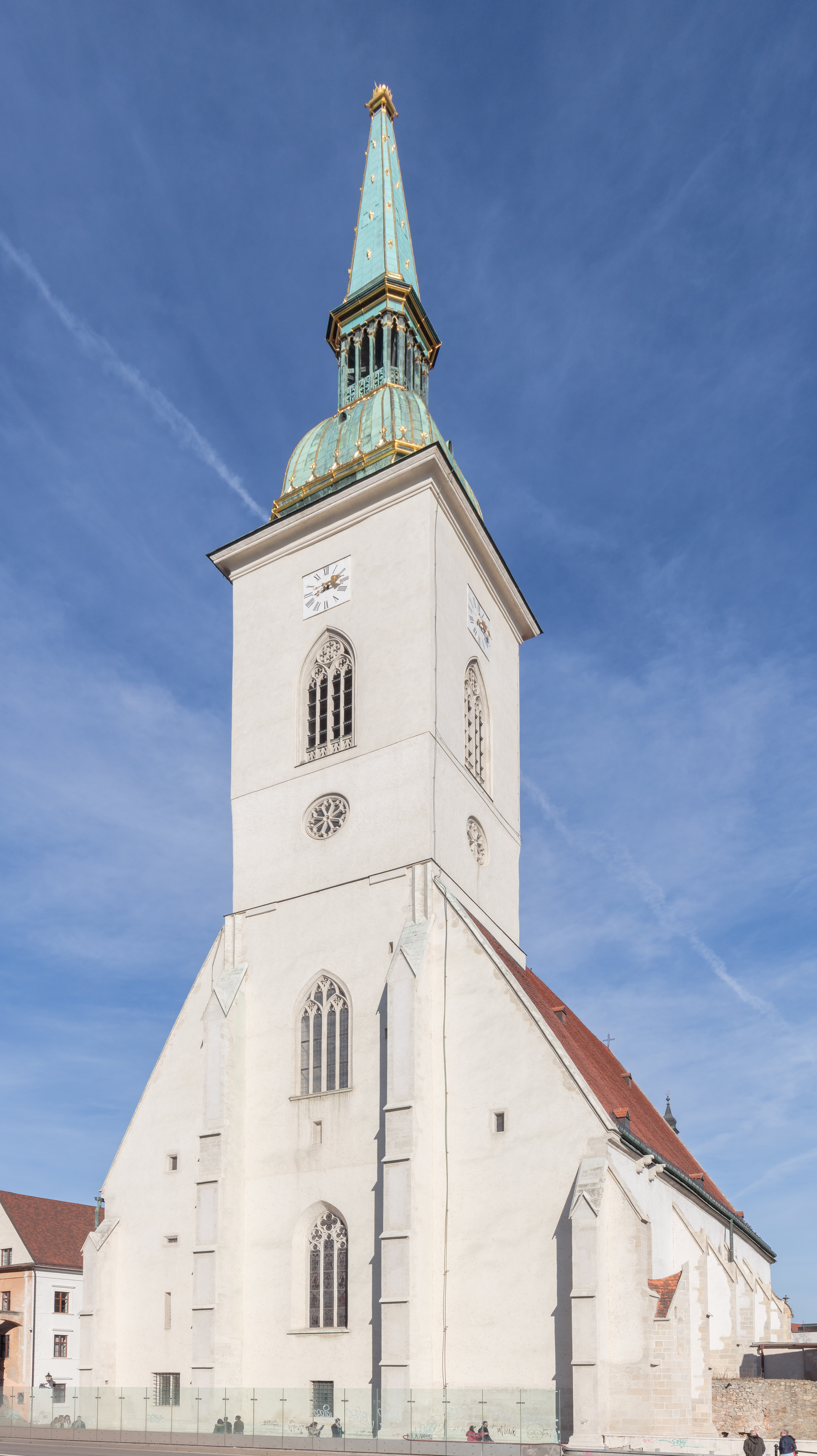
Turm des Martinsdoms

Der Domturm hat heute eine Höhe von 87 Metern. Er wurde im Laufe der Jahrhunderte mehrfach umgebaut. Ursprünglich bildete der Turm einen Teil der Stadtbefestigung. Das Hauptportal konnte deshalb nicht in die Westfassade gebaut werden, sondern musste an der Nordseite des Hauptschiffes untergebracht werden. Auf einem Stich aus dem Jahr 1572 zeigt der Turm Erker zur Verteidigung. 1760 wurde der Turm von einem Blitz getroffen, weshalb er durch einen Neubau ersetzt wurde. Der Neubau war um 13 Ellen höher als sein Vorgänger. Damals wurde an der Spitze eine auf einem Polster ruhende ungarische Stephanskrone angebracht.
Am 13. Juni 1833 schlug ein Blitz erneut ein, ein daraus folgender Brand zerstörte den Turm. Um 1 Uhr nachts stürzte der Turmhelm ein, aber Glocken und Turmuhr blieben unversehrt. Am Brandplatze war auch der Palatin Ungarns, Erzherzog Joseph erschienen und leitete bis in die Morgenstunden die Löscharbeiten. Der Wiederaufbau zog sich bis in das Jahr 1846 hin. An die Spitze des Kirchturms gelangte abermals ein vergoldetes Paradekissen (120 × 120 cm) mit einer Nachbildung der ungarischen Stephanskrone (164 cm hoch), um an die Rolle des Martinsdoms als Krönungskirche zu erinnern. Die ebenfalls vergoldete Krone hat einen Durchmesser von rund einem Meter. Insgesamt wurden für das Kissen und die Krone etwa 8 kg Gold verarbeitet. Im Inneren der Krone befand sich eine verlötete Kupferkapsel mit zeitgenössischen Dokumenten. Am 25. November 1846 wurde nach einem feierlichen Dankgottesdienst die Stephanskrone auf die Spitze des neuen Domturmes gezogen. Das Bauensemble wurde von den Preßburger Kupferschmieden Carl Mayer (Krone) und Johann Gschnatl (Kissen) hergestellt. Seit diesem Umbau hat sich das Aussehen des Turmes mit den typischen Helm nicht mehr verändert.
Im Jahre 1905 wurde die Krone für Restaurierungsarbeiten vom Turm abgenommen. Die Restaurierung wurde von der Preßburger Juwelierfirma Moritz Weinstabl durchgeführt. Die wertvollen Dokumente im Inneren der Krone (unter anderem ein Pergament aus der Zeit Maria Theresias) wurden geborgen. Der Juwelier Weinstabl legte in den Querbalken des Kreuzes ein eigenhändig geschriebenes Dokument, Blätter der Preßburger Zeitung und des ungarischen Híradó ein. Am 25. August 1905 kam die 167 kg schwere Krone an ihren ursprünglichen Platz an der Kirchturmspitze. Im Jahre 2010 fand die letzte Renovierung der Krone statt.

## Glocken
Der Dom verfügt über neun Glocken. Die größte Glocke ist die sogenannte Wederin. Sie wurde von Balthasar Herold im Jahre 1674 aus dem Material alter Kanonen gegossen. Sie trägt Reliefs der Muttergottes, des heiligen Martin und des Gekreuzigten. Ihre Inschrift lautet: VIRTVS DIVINA PELLAT FVLMINA (Möge die Kraft Gottes die Blitze vertreiben).
Im Heiligen Jahr 2000 wurden die fünf seit dem Ersten Weltkrieg fehlenden Glocken neu gegossen. Diese waren die Zwölferin von 1807 (1.358 kg), die Viertlerin von 1821 (833 kg), eine namenlose Glocke (465 kg), die Josefin (262 kg) und die Feuerglocke von 1679 (133 kg); das Zügenglöcklein (25 kg) ist erhalten geblieben. Neu sind auch zwei kleinere Glocken, die als Uhrschlagglocken dienen und in der Turmlaterne aufgehängt sind. Die sieben neuen Glocken wurden von der Glockengießerei Tomášková-Dytrychová in Brodek u Přerova gegossen und am Martinstag desselben Jahres eingeweiht. Der hölzerne Glockenstuhl sowie die vorhandene Wederin wurden zuvor renoviert, wobei deren ursprüngliche manuelle Läutetechnik beibehalten wurde.
Das Geläut setzt sich aus folgenden Glocken zusammen:
| Nr. | Name                                                          | Gussjahr | Gießer                                 | Masse (kg) | Durchmesser (mm) | Nominal (16tel) |
| --- | ------------------------------------------------------------- | -------- | -------------------------------------- | ---------- | ---------------- | --------------- |
| 1.  | Wederin                                                       | 1674     | Balthasar Herold                       | 2.513      | 1.557            | cis1            |
| 2.  | Maria-Theresa                                                 | 2000     | Tomášková-Dytrychová, Brodek u Přerova | 2.200      | 1.504            | d1              |
| 3.  | Margaretha                                                    | 2000     | Tomášková-Dytrychová, Brodek u Přerova | 850        | 1.140            | eis1            |
| 4.  | Johannes Paul II.                                             | 2000     | Tomášková-Dytrychová, Brodek u Přerova | 500        | 940              | a1              |
| 5.  | Adalbert                                                      | 2000     | Tomášková-Dytrychová, Brodek u Přerova | 340        | 840              | h1              |
| 6.  | Wladimir                                                      | 2000     | Tomášková-Dytrychová, Brodek u Přerova | 290        | 630              | cis2            |
| 7.  | Zügenglöcklein                                                |          |                                        | 25         |                  |                 |
| 8.  | Josef (Stundenglocke, in der Laterne)                         | 2000     | Tomášková-Dytrychová, Brodek u Přerova | 100        | 560              | fis2            |
| 9.  | Sieben Schmerzen Mariä (Viertelstundenglocke, in der Laterne) | 2000     | Tomášková-Dytrychová, Brodek u Přerova | 75         | 520              | gis2            |

Die Hauptstädte sämtlicher Nachbarländer der Slowakischen Republik spendeten als Zeichen der Verbundenheit jeweils eine Glocke für das neue Geläut des Domes:
- Die Maria Theresia wurde von der Stadt Wien, sowie den österreichischen Bundesländern Niederösterreich und Burgenland gespendet,
- die Margaretha (Szent Margit) von Budapest und Ungarn,
- die Ioannis Paulus II. (Johannes Paul II.) von Warschau und Polen,
- die Adalbert (Sv. Vojtěch) von Prag und der Tschechischen Republik,
- die Wladimir von Kyjev und der Ukraine.

## Krönungen

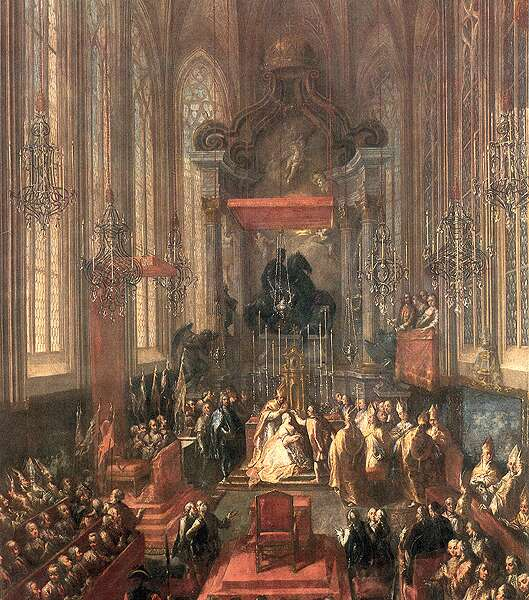
Krönung von Maria Theresia zur Königin von Ungarn im Martinsdom (1741)

Ab 1563 war der Martinsdom die Krönungskirche des Königreichs Ungarn. Er trat an die Stelle der königlichen Basilika in Székesfehérvár, da diese Stadt zwanzig Jahre zuvor vom Osmanischen Reich erobert worden war. Am 8. September 1563 war Maximilian II. der erste ungarische König, der hier gekrönt wurde. Insgesamt fanden bis 1830 die Krönungen von elf Königen und acht Königinnen im Martinsdom statt.
An die Krönungsfeierlichkeiten erinnert eine Tafel (410 × 270 cm) an der Nordwand des Chors. Die mit – Weinreben umrahmte – Tafel ließ der ehemalige Erzbischof von Gran und Primas von Ungarn János Kardinal Simor auf eigene Kosten anfertigen. Sie wurde im Jahre 1866 vom Wiener Maler Carl Jobst geschaffen. Links oben befindet sich die Stephanskrone, die von zwei schwebenden Engeln gehalten wird. Über der Namensreihe der hier gekrönten Herrscher steht die lateinische Überschrift:
„IN HOC DIVI MARTINI TURON:TEMPLO SOLEMNIA CORONATIONIS ACTA SUNT HUNGARIAE REGNUM ET REGINARUM“
(In diesem Gotteshaus des Hl. Martin von Tours fanden die Feierlichkeiten der Krönung der ungarischen Könige und Königinnen statt)
Liste der hier gekrönten Könige und ihrer Gemahlinnen, mit Daten in Klammern:
| - Maximilian II. (8. September 1563) - Maria, Gemahlin von Maximilian II. (9. September 1563) - Rudolf II. (25. September 1572) - Matthias II. (19. November 1608) - Anna, Gemahlin von Matthias (25. März 1613) - Ferdinand II. (1. Juli 1618) - Eleonora, zweite Gemahlin von Ferdinand II. (26. Juli 1622) - Maria Anna, erste Gemahlin von Ferdinand III. (14. Februar 1638) - Ferdinand IV. (16. Juni 1647) - Eleonora, dritte Gemahlin von Ferdinand III. (6. Juni 1655) | - Leopold I. (27. Juni 1655) - Joseph I. (9. Dezember 1687) - Karl III. (22. Mai 1712) - Elisabeth Christine, Gemahlin von Karl III. (18. Oktober 1714) - Maria Theresia (25. Juni 1741) - Leopold II. (15. November 1790) - Maria Ludovika, dritte Gemahlin von Franz I. (7. September 1808) - Karoline Auguste, vierte Gemahlin von Franz I. (25. September 1825) - Ferdinand V. (28. September 1830) |